# Èson (pintor)
Èson (grec antic: Αἴσων) fou un ceramista àtic, actiu entre 430 i 400 aC, en ceràmica de figures vermelles.

## Descoberta

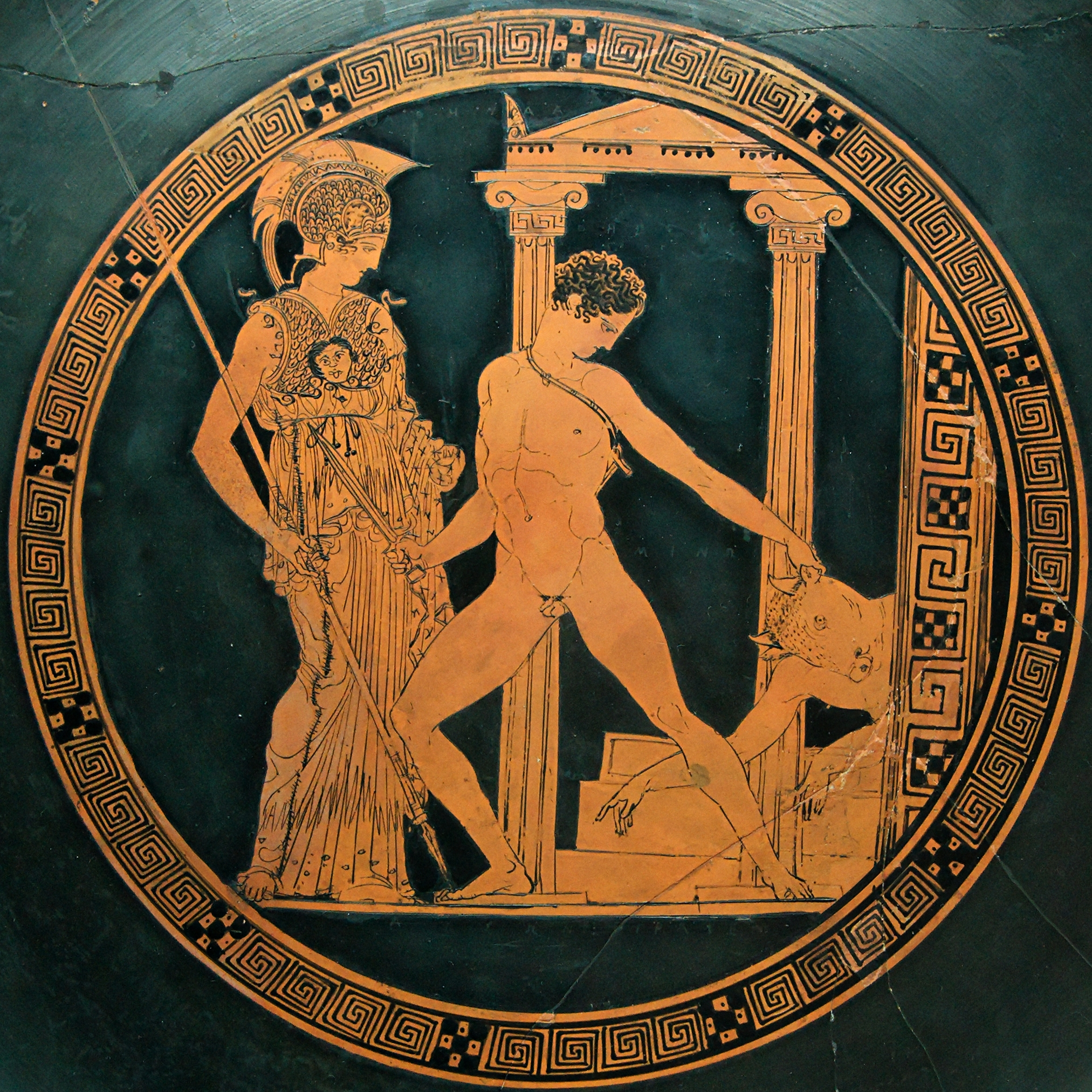
Teseu combatent el Minotaure: cílix àtic de figures vermelles anomenat «Copa d'Èson», Museu Arqueològic Nacional de Madrid (núm. inv. 11365)

L'historiador d'art anglès John Beazley fou el primer que estudià la ceràmica semblant a l'estil d'una copa del Museu Arqueològic Nacional de Madrid, que representen les gestes de Teseu en què figura la signatura "en grec antic: Αἴσων ⁝ ἔγραψεν". Va atribuir, per comparació estilística, una seixantena de peces a aquest pintor.

## Estil
El seu estil es caracteritza per les figures clàssiques inspirades en les del Partenó, en un estil realista i ben diferenciat de l'utilitzat al temple atenenc. Les seues produccions es van exportar al sud d'Itàlia. Èson passà per diversos tallers, on va entrar en contacte amb altres pintors de renom. Va crear els seus primers treballs al mateix taller que el pintor de Codros. La diferència en la qualitat de les seues obres es deu probablement als seus freqüents canvis de taller. Dos lècits —el del Louvre i el del Museu Arqueològic Nacional d'Atenes—, marquen clarament un punt d'inflexió en la vida de l'artista quan va abraçar el culte a Adonis. En el tercer taller, va treballar amb els pintors de Schuvalow i d'Eretria. Allí va pintar sobretot recipients tancats. Els tres artistes continuaren la tradició pictòrica de Polignot.

## Obres

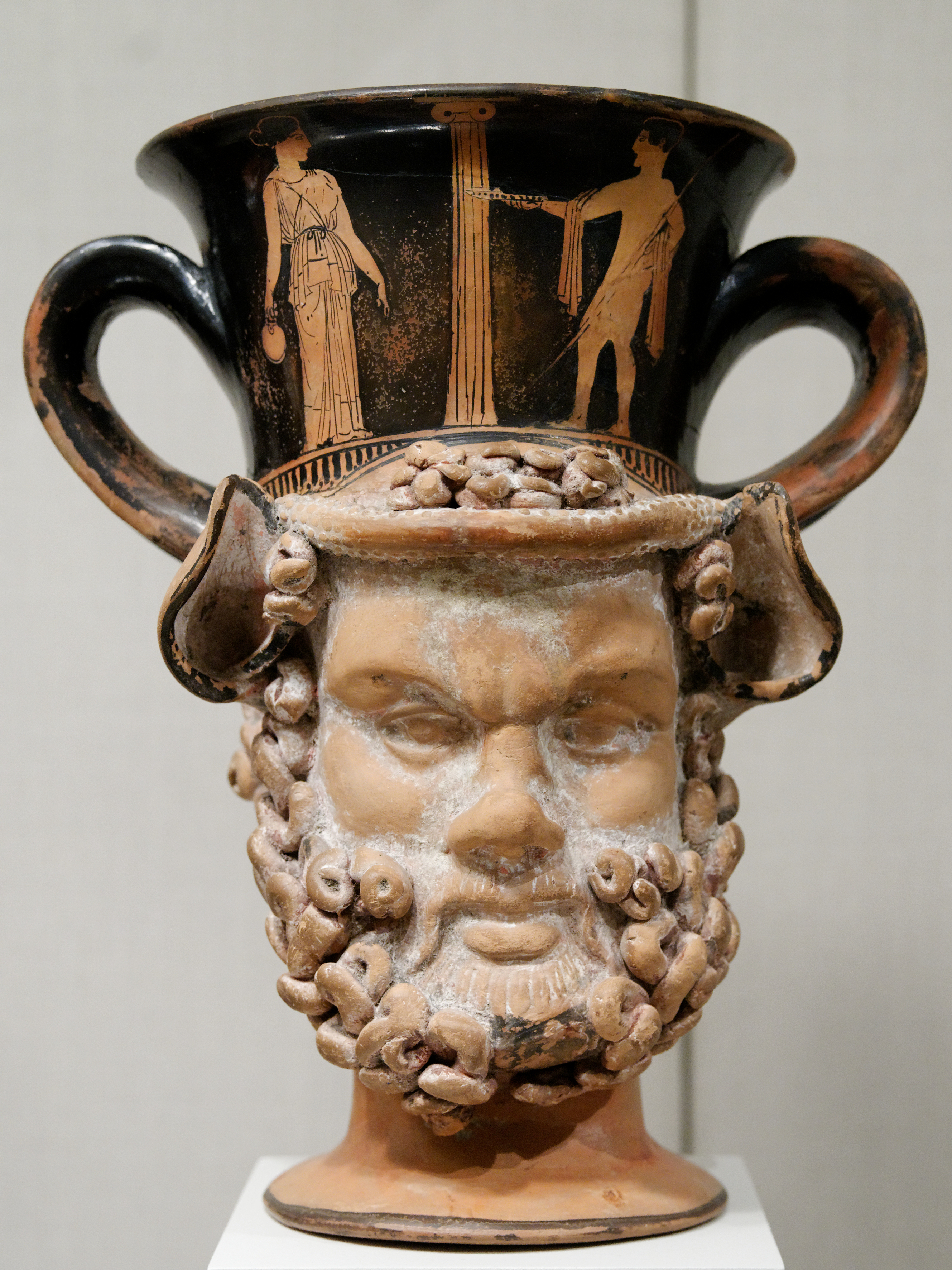
Càntir amb figures femenines i d'un sàtir, procedent de les excavacions de la ciutat italiana d'Espina. Metropolitan Museum of Art

En l'actualitat se li han atribuït 74 peces. Algunes en són:
- Copa d'Èson, Cílix amb les gestes de l'heroi atenenc Teseu, de procedència desconeguda, exhibida al Museu Arqueològic Nacional madrileny. Fou feta al mateix taller on el pintor de Pentesilea estava actiu i al qual més tard s'uní el ceramista Aristòfanes.[1]
- Àmfora amb coll, de 450 i 425 ae, provinent de les excavacions de Nola, Itàlia, Museu Condé, Chantilly.[2]
- Lècit aribalista de figures vermelles, c. 410 ae, origen desconegut, Museu del Louvre.[3]
- Càntir amb figures femenines i un sàtir, procedent de les excavacions de la ciutat italiana d'Espina. Museu Metropolità d'Art, Nova York.[4]
- Enòcoa amb la representació d'una jove, procedent de les excavacions de la ciutat italiana de Nola, conservat al Museu Britànic.[5]
- Enòcoa amb les figures d'Àrtemis, Apol·lo i Leto, origen desconegut, museu de l'Ermitage, Sant Petersburg.[6]
- Pelike provinent del sud d'Itàlia, Museu Arqueològic Nacional de Nàpols.